# 木里乡
木里乡，是中华人民共和国湖南省湘西土家族苗族自治州凤凰县下辖的一个乡镇级行政单位。

## 行政区划
木里乡下辖以下地区：
柳甄村、木里村、都良田村、关田山村、黄沙坪村、官上坪村、柳甲村、七蔸树村和新桃村。